# Cremastus micaceus
Cremastus micaceus là một loài tò vò trong họ Ichneumonidae.